# Thomas Meißner
Thomas Meißner (Schweinfurt, 1991. március 26. –) német labdarúgó.

## Pályafutása

### Puskás Akadémia
A 2019–20-as idényben a bronzérmes csapat tagjaként 32 mérkőzésen 1 gólt szerzett.

### Hansa Rostock
2021. június 15-én bejelentették, hogy 2024 nyaráig aláírt a német Hansa Rostock csapatához.

## Sikerei, díjai
Puskás Akadémia
- Magyar labdarúgó-bajnokság
  - Ezüstérmes: 2020–21
  - Bronzérmes: 2019–20[1]